# ستيفن آر. هارت
ستيفن آر. هارت هو ممثل كندي، ولد في 11 مارس 1958 في كندا.

## أعمال

### أفلام
- (2013) عدو[4]

## وصلات خارجية
- ستيفن آر. هارت على موقع IMDb (الإنجليزية)
- ستيفن آر. هارت على موقع قاعدة بيانات الفيلم (الإنجليزية)
- ستيفن آر. هارت على موقع ANN person (الإنجليزية)